# 브레이턴 사이클
브레이턴 사이클(Brayton cycle)은 조지 브레이턴의 이름을 따서 명명된 열역학 사이클로서 일정한 압력에서 열기관이 작동하는 것을 설명한다. 원래의 브레이턴 엔진은 피스톤 압축기와 피스톤 확장기를 사용했지만, 보다 현대적인 가스 터빈 기관과 공기 흡입식 제트 엔진도 브레이턴 사이클을 따른다.

## 모델
브레이턴 형식의 엔진은 3가지 구성 요소로 이루어져 있다.
1. 압축기
2. 혼합 챔버
3. 확장기

브레이턴은 피스톤 기관만 만들었지만 현대 브레이턴 엔진은 거의 항상 터빈 유형이다. 원래 19세기 브레이턴 엔진에서는 주변 공기가 압축된 피스톤 압축기로 흡입된다. 압축된 공기는 연료가 첨가되는 혼합 챔버, 즉 등압과정을 거친다. 가압된 공기 및 연료 혼합물은 팽창 실린더에서 점화되고 에너지가 방출되어 가열된 공기 및 연소 생성물이 피스톤/실린더를 통해 팽창하게 된다. 피스톤/실린더로 추출한 작업 중 일부는 크랭크축 장치를 통해 압축기를 구동하는데 사용된다.

## 같이 보기
- 열기관